# أيوتا (تكنولوجيا)
أيوتا (IOTA بالإنجليزية) هي دفتر حسابات (قاعدة بيانات) موزع مفتوح المصدر (عملة مشفرة) تهدف إلى توفير اتصالات ومدفوعات آمنة بين الآلات في شبكة إنترنت الأشياء (IOT). تستخدم الأيوتا تكنولوجيا الرسم البياني الموجه الغير دوري (Directed acyclic graph- DAG) بدلا من تكنولوجيا سلسلة الكتل (Blockchain ) التقليدية.
تتميز معاملات الأيوتا في التحويل من شخص إلى شخص أو من آلة إلى شخص أو من آلة إلى آلة، بأنها مجانية بالكامل (بدون رسوم) بغض النظر عن حجم التعامل، سرعة وقت تأكيد التعاملات، عدد التحويلات التي تستطيع الشبكة (The Tangle) تحملها في نفس الوقت غير محدود، النظام أو الشبكة تستطيع أن تستوعب الزيادة أي أن لها القدرة على الاتساع بعكس تكنولوجيا الـ blockchain . تم تأسيس الأيوتا في 2015 بواسطة كل من David Sønstebø, Sergey Ivancheglo, Dominik Schiener, and Dr. Serguei Popov 
تتم إدارة ومتابعة الأيوتا بواسطة مؤسسة الأيوتا (IOTA FOUNDATION)، وهي مؤسسة غير ربحية مثلها مثل مؤسسة الـ Linux ، أنشئت خصيصا لتطوير التكنولوجيا وضمان كونها بلا رخصة مملوكة لجهة محددة حتى تتيح الفرصة لجميع المطورين العمل على تطويرها. قامت المؤسسة بالتعاون مع شركتي فولكس فاجن (Volkswagen) وانوجي (Innogy) لتطوير مشروع CarPass وهو عبارة عن تكنولوجيا مبنية على الأيوتا تتيح استخراج سجلات فحص آمنة، هويات رقمية (Digital ID’s) وشبكات لشحن السيارات.
بالاشتراك مع كل من دويتشه تيليكوم، مايكروسوف وفوجيتسو قامت مؤسسة الأيوتا بافتتاح سوق بيانات باستخدام تكنولوجيا الأيوتا. مؤسسة الأيوتا هي أيضا عضو مؤسس في اتحاد إنترنت الأشياء الموثوق والذي يتضمن الكثير من الشركات مثل Bosch, Consensys, USbank, Cisco 
في ديسمبر 2017 وصلت قيمة رأس المال السوقي لعملة الأيوتا 6.5 مليار دولار، مما يجعلها خامس أكبر عملة مشفرة في سوق العملات المشفرة. 

## الوحدات
أصغر وحدة قياس للأيوتا هي أيوتا، وقد سميت كذلك على اسم أصغير حرف في الأبجدية اليونانية. 
أسماء الوحدات الأكبر تتم عن طريق إضافة بادئات وحدات القياس بالنظام المتري لكلمة أيوتا. لذلك مليون أيوتا يسمى (ميجا أيوتا) أو (ميوتا)، والذي يعتبر الآن الوحدة الأساسية التي يتم التعامل بها على مواقع تبادل العملات الرقمية المشفرة وطبقا للحجم فإن أسماء العملات هي كالتالي:
كيلو أيوتا  = 1000 أيوتا 
ميجا أيوتا = 1,000,000 أيوتا
جيجا أيوتا = 1,000,000,000 أيوتا
تيرا أيوتا = 1,000,000,000,000أيوتا
بيتا أيوتا = 1,000,000,000,000,000أيوتا
ملاحظة:  يجب عدم الخلط بين هذه الوحدات وبادئات حروف نظام العد الثنائي والذي فيه 1 كيلو بت يساوي 1024 بايت

## التاريخ

### 2015
تم تأسيس الأيوتا بواسطة كل من IOTA founded by David Sønstebø, Sergey Ivancheglo, Dominik Schiener, and Dr. Serguei Popov . 
قيمة كل ما هو موجود من الأيوتا بالكامل في العالم هو 2,779,530,283,277,761 وهي قيمة ثابتة لا تزيد حيث أنه لا يوجد تعدين للأيوتا مثلما يحدث في عملة البتكوين. بعد شهور قليلة بدأت المرحلة التجريبية المفتوحة لأيوتا 

### 2016
أثناء مرحلة الاختبار التجريبية، بدأ التداول فيما بين المستخدمين لمدة 11 شهرا